# باشگاه فوتبال اس‌ان‌ال
باشگاه ورزشی ارتش ملی، معروف به اس‌ان‌ال، باشگاه فوتبال سورینامی است که در حال حاضر در دسته دوم سورینام بازی می‌کند. آنها بازی‌های خانگی خود را در پاراماریبو در ورزشگاه دکتر فرانکلین اسد انجام می‌دهند.